# Nederlands Talent van het Jaar (voetbal)
Het Nederlands Talent van Jaar is de speler uit het Nederlandse betaald voetbal die verkozen wordt tot talentvolste voetballer.

## Geschiedenis
Sinds 1984 wordt de prijs elk jaar uitgereikt tijdens het VVCS-gala. De prijs heette voorheen officieel Nederlands Talent van het Jaar. Het was een prijs aan voetballers onder de 21 jaar uit de Eredivisie. De prijs werd toegekend door Nederlandse beroepsvoetballers. Na 1997 ging men over op een uitreiking per voetbalseizoen. In het seizoen 2003-2004 werd de prijs voor het laatst uitgereikt.
Sinds 2003 wordt tijdens hetzelfde gala de Johan Cruijff Prijs uitgereikt. De Johan Cruijff Prijs wordt ook uitgereikt aan het talent van het jaar, maar de jurering is anders geworden. Niet de voetballers, maar een jury van 11 vakmensen van (ex-)voetballers en (ex-)trainers kiezen het “Talent van het Jaar”. De leeftijdseis is vervallen en de spelers worden beoordeeld op de veertien criteria: Techniek, Tactiek, Overzicht, Aannemen, Passen, Trappen, Koppen, Creativiteit, Verantwoordelijkheid, Initiatief, Teamspeler, Coachen, Persoonlijkheid en Sociale betrokkenheid. De Johan Cruijff Prijs bestaat uit een trofee: kopie van het beeld van Johan Cruijff dat ter ere van het 100-jarig bestaan van de KNVB is geplaatst bij het hoofdkantoor van de KNVB. Het is gemaakt door kunstenares Corry Ammerlaan-Van Niekerk.
De winnaar mag ook een eigen locatie uitkiezen voor een nieuw aan te leggen Cruyff Court waar ook ter wereld. Ibrahim Afellay (2007) liet dat bijvoorbeeld in zijn tweede vaderland Marokko aanleggen, Gregory van der Wiel (2010) op het eiland Curaçao; Christian Eriksen (2011) en Kasper Dolberg (2017) in hun geboorteland Denemarken.

## Winnaars
| jaar | winnaar              | Land       | Club            |
| ---- | -------------------- | ---------- | --------------- |
| 1984 | Mario Been           | Nederland  | Feyenoord       |
| 1985 | Frans van Rooij      | Nederland  | PSV             |
| 1986 | Aron Winter          | Nederland  | Ajax            |
| 1987 | Bryan Roy            | Nederland  | Ajax            |
| 1988 | Pieter Huistra       | Nederland  | FC Twente       |
| 1989 | Richard Witschge     | Nederland  | Ajax            |
| 1990 | Dennis Bergkamp      | Nederland  | Ajax            |
| 1991 | Gaston Taument       | Nederland  | Feyenoord       |
| 1992 | Marc Overmars        | Nederland  | Ajax            |
| 1993 | Clarence Seedorf     | Nederland  | Ajax            |
| 1994 | Clarence Seedorf     | Nederland  | Ajax            |
| 1995 | Patrick Kluivert     | Nederland  | Ajax            |
| 1996 | Jon Dahl Tomasson    | Denemarken | sc Heerenveen   |
| 1997 | Boudewijn Zenden     | Nederland  | PSV             |
| 1998 | Mark van Bommel      | Nederland  | Fortuna Sittard |
| 1999 | Arnold Bruggink      | Nederland  | PSV             |
| 2000 | Rafael van der Vaart | Nederland  | Ajax            |
| 2001 | Robin van Persie     | Nederland  | Feyenoord       |
| 2002 | Arjen Robben         | Nederland  | PSV             |
| 2003 | John Heitinga        | Nederland  | Ajax            |

| jaar | winnaar                                | Land                                   | Club                                   |
| ---- | -------------------------------------- | -------------------------------------- | -------------------------------------- |
| 2003 | Arjen Robben                           | Nederland                              | PSV                                    |
| 2004 | Wesley Sneijder                        | Nederland                              | Ajax                                   |
| 2005 | Salomon Kalou                          | Ivoorkust                              | Feyenoord                              |
| 2006 | Klaas-Jan Huntelaar                    | Nederland                              | Ajax                                   |
| 2007 | Ibrahim Afellay                        | Nederland                              | PSV                                    |
| 2008 | Miralem Sulejmani                      | Servië                                 | sc Heerenveen                          |
| 2009 | Eljero Elia                            | Nederland                              | FC Twente                              |
| 2010 | Gregory van der Wiel                   | Nederland                              | Ajax                                   |
| 2011 | Christian Eriksen                      | Denemarken                             | Ajax                                   |
| 2012 | Adam Maher                             | Nederland                              | AZ                                     |
| 2013 | Marco van Ginkel                       | Nederland                              | Vitesse                                |
| 2014 | Davy Klaassen                          | Nederland                              | Ajax                                   |
| 2015 | Memphis Depay                          | Nederland                              | PSV                                    |
| 2016 | Vincent Janssen                        | Nederland                              | AZ                                     |
| 2017 | Kasper Dolberg                         | Denemarken                             | Ajax                                   |
| 2018 | Matthijs de Ligt                       | Nederland                              | Ajax                                   |
| 2019 | Angeliño                               | Spanje                                 | PSV                                    |
| 2020 | geen uitreiking door de coronapandemie | geen uitreiking door de coronapandemie | geen uitreiking door de coronapandemie |
| 2021 | Ryan Gravenberch                       | Nederland                              | Ajax                                   |
| 2022 | Jurriën Timber                         | Nederland                              | Ajax                                   |
| 2023 | Xavi Simons                            | Nederland                              | PSV                                    |
| 2024 | Johan Bakayoko                         | België                                 | PSV                                    |
| 2025 | Jorrel Hato                            | Nederland                              | Ajax                                   |

### Winnaars naar land
| Land       | Aantal overwinningen |
| ---------- | -------------------- |
| Nederland  | 34                   |
| Denemarken | 3                    |
| België     | 1                    |
| Ivoorkust  | 1                    |
| Servië     | 1                    |
| Spanje     | 1                    |

### Winnaars naar club
| Club            | Aantal overwinningen |
| --------------- | -------------------- |
| Ajax            | 19                   |
| PSV             | 10                   |
| Feyenoord       | 4                    |
| FC Twente       | 2                    |
| sc Heerenveen   | 2                    |
| AZ              | 2                    |
| Fortuna Sittard | 1                    |
| Vitesse         | 1                    |